# Taeniaptera postannulus
Taeniaptera postannulus är en tvåvingeart som beskrevs av Günther Enderlein 1922. Taeniaptera postannulus ingår i släktet Taeniaptera och familjen skridflugor. Inga underarter finns listade i Catalogue of Life.